# 国道P-5号線 (エリトリア)
国道P-5号線（こくどうぴーごごうせん、英語: P-5）とは、エリトリアの第1級国道。

## 概要
国道P-5号線は、ケレンの南側、アディ・テケレザンの北側からアゴルダト、デッダ、バレンツ、ハイコタを経由し、テセネイの西側Aligiderのスーダン国境に至っている。アスファルトで舗装がなされている。ケレンでは国道S-1号線が北に分岐し、バレンツでは国道S-3号線が東に、テセネイでは国道S-2号線が南側に分岐している。